# Евалдс Валтерс
Евалдс Валтерс (латис. Ēvalds Valters; 2 квітня 1894 — 26 вересня 1994) — радянський і латвійський актор театру і кіно, найстаріший актор Латвії. Народний артист Латвійської РСР (1981). Почесний член Академії наук Латвії

## Біографія
Народився на хуторі Егленіекі, Гольдінгенского повіту (нині Курмальская волость Кулдигский краю) в родині лісника Мікеля Шенберга і хуторянки Анни Валтерс.
Після смерті батька (1897), коли Егленіекі змінили власника, сім'я переїхала в Гольдінген (сьогоднішня Кулдіга). Крім Евалдса, у Ганни Валтерс на руках залишилося ще 5 дітей. У місті пішов в школу і закінчив як годиться 6 класів.
У вільний час підробляв садівником у свого дядька. Після закінчення школи працював на сірниковій фабриці «Вулкан» і вчився на перукаря. У 1912 перебрався в Ригу, днем працював, вечорами вивчав французьку, німецьку та англійську мови на курсах «Мовознавець». Перейшов працювати на гуральню Шваба і незабаром після початку війни потрапив в евакуацію.
Три місяці провів в комітеті біженців та добровольцем вступив в діючу армію. Був зарахований до 5-ї Земгальського полку, яким командував полковник Іоаким Вацетіс. Після демобілізації (1920) два роки навчався в Московській студії кіноактора «Творчість» у Євгена Вахтангова.
Учнем студії знявся в німому фільмі «Ангел-охоронець». У 1923 навчався акторській майстерності в латиському театрі-студії «Скатуве» у Освальда Глазніека. В цьому ж році повернувся до Латвії. За особистим дорученням Петеріса Стучки передав його лист Янису Райніса.
У 1923-1928 актор і режисер Лієпайського нового театру, викладав в Народному університеті. Одружився з акторкою свого театру Мірдза Каупіне, дочка від цього шлюбу Мая Галі живе в Англії.
У сезоні 1928—1929 виступав на сцені театру Дайлес (Художній театр). Наступний сезон — актор і режисер Даугавпілсського театру, потім — Лієпайського театру. У 1932 повернувся до Риги і разом з Теодором Лацисом заснував Народний театр, який проіснував до 1934. Одружився з ліепайчанкою Алідою Грін, дві доньки — Лайма Несауле і Мара Вальтер. Перейшов в Лієпайський театр 1934—1938.
Як колишньому стрілку Міністерство землеробства виділило ділянку землі в Біеріні, на околиці Риги (1939), який обійшовся в 500 латів. У кавового фабриканта, репатріанта-німця Таубе, купив яхту, назвав Відьмою (латис. Ragana) і плавав на ній по Лієлупе до середини 1950-х років.
У 1940 за вихід в ефір повідомлення, розцінений як провокаційне, був заарештований на короткий час. Став директором Єлгавського театру (1940-1941), надалі перейшов в театр Дайлес і вже до кінця життя залишився його актором. У третьому шлюбі був одружений з акторкою Вірою Грібачев, син Райтіс.
Повторно заарештований на більш тривалий термін у 1945 році. Звільнений за особистої участі в його долі Смільґіс Едуардс. Набагато пізніше, у 1983 році, допитувався в Комітеті Держбезпеки, але вже без наслідків.
Значна частина життя була віддана літературної творчості. На честь 300-річного ювілею Жана Расіна була видана п'єса «Британіка», переклад якої зробив Е. Валтерс (1939). У 1949-1955 написав збірку віршів «Русіада», опублікований в Швеції Латиським національним фондом. У Латвії було опубліковане в 1990, повторне видання 1992. У 1985 видавництво «Ліесма» випустило байки Лафонтена в перекладі Е. Валтерс.
8 жовтня 1988 відкривав з'їзд Народного фронту Латвії, 11 листопада того ж року в урочистій обстановці піднімав Латвійський прапор на Вежі Святого Духа Ризького замку.
Помер 26 вересня 1994 році, похований на ризькому Братському цвинтарі (головному в країні військовому похованні).

## Театральні роботи
З 1917 по 1991 зіграв 300 ролей в чотирьох театрах:
- Театр 5-го Земгальского стрілецького полку (1917) — 2 ролі.
- Лієпайський театр (1923—1928) — 28 ролей.
- Дайлес театр (1928—1929) — 12 ролей.
- Лієпайський театр (1930—1931) — 16 ролей.
- Народний театр (1932—1933) — 4 ролі.
- Лієпайський театр (1934—1938) — 61 роль.
- Дайлес театр (1941—1991) — 106 ролей.

Серед зіграного: латиська, російська, європейська класика, п'єси сучасних (на той момент) авторів. Перша роль — у виставі Г. Райніса «Гірт Вілкс» і остання — нічний сторож в інсценуванні роману Рутку Тевса «Слуги Диявола».
В репертуарі актора була серед інших і роль Леніна в спектаклі Моріса Ростана «Микола II та Ленін» (Постановка Лієпайського театру 1930).
Як і в кіно, був віртуозним виконавцем невеликих ролей, вимогливим до себе і до колег актором.

## Фільмографія
Повний список робіт актора в кіно:
- 1922 — Ангел-хранитель — епізод
- 1939 — Син рибалки — старий Клява
- 1956 — Причини і наслідки — епізод
- 1957 — Рита — аптекар
- 1957 — Син рибалки (нова версія) — епізод
- 1958 — Чужа в селищі — Суструпс
- 1964 — Капітан Нуль — Дундурс
- 1965 — Клятва Гіппократа — фельдшер Ланка
- 1966 — Едгар і Крістина — епізод
- 1966 — Я все пам'ятаю, Річарде — епізод
- 1967 — Годинник капітана Енріко — бібліотекар
- 1967 — Жайворонки прилітають першими — Анстінс
- 1968 — 24-25 не повертається — епізод
- 1968 — Часи землемірів — селянин
- 1969 — У багатої пані — епізод
- 1970 — Слуги диявола — Екс
- 1970 — Республіка Воронячої вулиці — чистильник взуття
- 1971 — Рогата глина — чорт
- 1972 — Ель в житі — Крімульденс
- 1972 — Слуги диявола на чортовому млині — Екс
- 1972 — Ілга-Іволга — автобусний попутник
- 1974 — Напад на таємну поліцію — помічник Грегуса
- 1975 — У лещатах чорного раку — керуючий
- 1975 — Мій друг — людина несерйозна — Чаканс
- 1976 — Бути зайвим — сторож
- 1976 — Майстер — Ранцанс
- 1976 — Соната над озером — Ейдіс
- 1977 — Відблиск у воді — Петеріс Лодиньш
- 1977 — Будьте моєю тещею! — Альберт
- 1978 — Театр — капітан, гість мами Джулії
- 1979 — Ніч без птахів — Кракштіс
- 1979 — Незавершена вечеря — Арнольд
- 1979 — Все через цю шалений Пауліни — фотограф
- 1981 — Пам'ятати або забути — Прідіс
- 1981 — Лімузин кольору білої ночі — Альфред фіга
- 1982 — Забуті речі — Валтерс
- 1985 — Витівки шибеника — Столл-Йоке
- 1986 — В зарослу канаву легко падати — Торніс
- 1990 — Спадкоємиця «Перевертнів»
- 1990 — Майя і Пайя — дідусь чорта

## Звання та нагороди
- 1992 — Академія наук Латвії обрала Е. Валтерс почесним членом.
- 1994 — «Почесний кадет» Військової академії.
- 1994 — Почесний член організації Латвіяс Мазпулкі.
- 1994 — Нагороджений Відзнакою Служби безпеки Латвійської Республіки та Відзнакою Національної гвардії Латвії.
- 1994 — Обраний почесним головою Товариства Латиських стрільців.
- 1994 — 2 квітня нагороджений вищою військовою нагородою «Zobenu».
- 1994 — Почесний пенсіонер Латвії.

## Пам'ять
- 1992 — 3 липня Е. Валтерс отримав перший паспорт Латвійської Республіки за номером LA 0500001.
- 1994 — латвійська пошта випустила поштову марку «Евалдс Валтерс — 100».
- 1995 — Кембриджська енциклопедія опублікувала статтю про Е. Валтерса у своїй збірці «Хто був хто в XXI столітті».
- 1994 — по смерті встановлено гранітне погруддя роботи скульптора А. Терпиловської в саду Театрального музею.
- 1997 — у штабі батальйону NBS (в районі Хрестових казарм) встановлено пам'ятний камінь на честь найстарішого солдата Е. Валтерса.
- 1997 — скульптор Гліб Пантелєєв виготовив воскову фігуру Е. Валтерса.
- 2004 — в новому ризькому мікрорайоні Дрейліні на честь Е. Валтерс була названа вулиця.
- 2004 — за опитуванням читачів газети «Латвіяс Авізес», названий серед 100 найвідоміших персон Латвії.